# Megaselia palaestinensis
Megaselia palaestinensis är en tvåvingeart som först beskrevs av Günther Enderlein 1933.  Megaselia palaestinensis ingår i släktet Megaselia och familjen puckelflugor. Inga underarter finns listade i Catalogue of Life.